# El Cocla
El Cocla es un corregimiento del distrito de Calobre en la provincia de Veraguas, República de Panamá. La localidad tiene 608 habitantes (2010).